# Campionato mondiale di motocross 2019
Il campionato mondiale di motocross 2019 è la sessantatreesima edizione del campionato mondiale di motocross.

## Stagione
Per quanto concerne la MXGP, il titolo è stato vinto dallo sloveno Tim Gajser su Honda che, vincendo 9 Gran Premi su 18, conquista il suo terzo titolo mondiale, il secondo nella MXGP. Nella classe MX2, il titolo è stato vinto per il secondo anno consecutivo dallo spagnolo Jorge Prado García su KTM, vincitore di 16 Gran Premi in stagione, alla sua seconda affermazione iridata.
Per quanto concerne i costruttori, Honda vince i due titoli mondiali dell'MXGP mentre KTM vince i due titoli dell'MX2.

## MXGP

### Calendario
| Data         | Gran Premio | Località            | Vincitore Gara 1 | Vincitore Gara 2 | Vincitore GP     |
| ------------ | ----------- | ------------------- | ---------------- | ---------------- | ---------------- |
| 3 marzo      | Argentina   | Neuquén             | Antonio Cairoli  | Antonio Cairoli  | Antonio Cairoli  |
| 24 marzo     | Regno Unito | Matterley Basin     | Antonio Cairoli  | Tim Gajser       | Antonio Cairoli  |
| 31 marzo     | Paesi Bassi | Valkenswaard        | Antonio Cairoli  | Antonio Cairoli  | Antonio Cairoli  |
| 7 aprile     | Italia      | Pietramurata        | Tim Gajser       | Tim Gajser       | Tim Gajser       |
| 12 maggio    | Italia      | Mantova             | Antonio Cairoli  | Antonio Cairoli  | Antonio Cairoli  |
| 19 maggio    | Portogallo  | Águeda              | Tim Gajser       | Tim Gajser       | Tim Gajser       |
| 26 maggio    | Francia     | Saint-Jean-d'Angély | Tim Gajser       | Tim Gajser       | Tim Gajser       |
| 9 giugno     | Russia      | Orlyonok            | Tim Gajser       | Tim Gajser       | Tim Gajser       |
| 16 giugno    | Lettonia    | Ķegums              | Jeffrey Herlings | Tim Gajser       | Tim Gajser       |
| 23 giugno    | Germania    | Teutschenthal       | Tim Gajser       | Tim Gajser       | Tim Gajser       |
| 7 luglio     | Indonesia   | Palembang           | Tim Gajser       | Romain Febvre    | Tim Gajser       |
| 14 luglio    | Indonesia   | Semarang            | Tim Gajser       | Tim Gajser       | Tim Gajser       |
| 28 luglio    | Rep. Ceca   | Loket               | Romain Febvre    | Romain Febvre    | Romain Febvre    |
| 4 agosto     | Belgio      | Lommel              | Romain Febvre    | Max Anstie       | Tim Gajser       |
| 18 agosto    | Italia      | Imola               | Glenn Coldenhoff | Glenn Coldenhoff | Glenn Coldenhoff |
| 25 agosto    | Svezia      | Uddevalla           | Glenn Coldenhoff | Tim Gajser       | Glenn Coldenhoff |
| 8 settembre  | Turchia     | Afyonkarahisar      | Jeffrey Herlings | Jeffrey Herlings | Jeffrey Herlings |
| 15 settembre | Cina        | Shanghai            | Glenn Coldenhoff | Jeffrey Herlings | Jeffrey Herlings |

### Classifiche finali

#### Piloti
| Pos. | Pilota              | Moto      | Punti |
| ---- | ------------------- | --------- | ----- |
| 1º   | Tim Gajser          | Honda     | 782   |
| 2º   | Jeremy Seewer       | Yamaha    | 580   |
| 3º   | Glenn Coldenhoff    | KTM       | 535   |
| 4º   | Gautier Paulin      | Yamaha    | 527   |
| 5º   | Arnaud Tonus        | Yamaha    | 462   |
| 6º   | Pauls Jonass        | Husqvarna | 458   |
| 7º   | Arminas Jasikonis   | Husqvarna | 442   |
| 8º   | Jeremy Van Horebeek | Honda     | 433   |
| 9º   | Romain Febvre       | Yamaha    | 384   |
| 10º  | Antonio Cairoli     | KTM       | 358   |

#### Costruttori
| Pos. | Costruttore | Punti |
| ---- | ----------- | ----- |
| 1º   | Honda       | 791   |
| 2º   | KTM         | 769   |
| 3º   | Yamaha      | 729   |
| 4º   | Husqvarna   | 559   |
| 5º   | Kawasaki    | 367   |

## MX2

### Calendario
| Data         | Gran Premio | Località            | Vincitore Gara 1   | Vincitore Gara 2    | Vincitore GP       |
| ------------ | ----------- | ------------------- | ------------------ | ------------------- | ------------------ |
| 3 marzo      | Argentina   | Neuquén             | Jorge Prado García | Jorge Prado García  | Jorge Prado García |
| 24 marzo     | Regno Unito | Matterley Basin     | Thomas Kjer Olsen  | Thomas Kjer Olsen   | Thomas Kjer Olsen  |
| 31 marzo     | Paesi Bassi | Valkenswaard        | Jorge Prado García | Jorge Prado García  | Jorge Prado García |
| 7 aprile     | Italia      | Pietramurata        | Jorge Prado García | Jorge Prado García  | Jorge Prado García |
| 12 maggio    | Italia      | Mantova             | Jorge Prado García | Jorge Prado García  | Jorge Prado García |
| 19 maggio    | Portogallo  | Águeda              | Jorge Prado García | Jorge Prado García  | Jorge Prado García |
| 26 maggio    | Francia     | Saint-Jean-d'Angély | Jago Geerts        | Jorge Prado García  | Jorge Prado García |
| 9 giugno     | Russia      | Orlyonok            | Jorge Prado García | Jorge Prado García  | Jorge Prado García |
| 16 giugno    | Lettonia    | Ķegums              | Jorge Prado García | Jorge Prado García  | Jorge Prado García |
| 23 giugno    | Germania    | Teutschenthal       | Jorge Prado García | Jorge Prado García  | Jorge Prado García |
| 7 luglio     | Indonesia   | Palembang           | Jorge Prado García | Thomas Kjer Olsen   | Jorge Prado García |
| 14 luglio    | Indonesia   | Semarang            | Jorge Prado García | Jorge Prado García  | Jorge Prado García |
| 28 luglio    | Rep. Ceca   | Loket               | Jorge Prado García | Jorge Prado García  | Jorge Prado García |
| 4 agosto     | Belgio      | Lommel              | Jorge Prado García | Jorge Prado García  | Jorge Prado García |
| 18 agosto    | Italia      | Imola               | Jorge Prado García | Jorge Prado García  | Jorge Prado García |
| 25 agosto    | Svezia      | Uddevalla           | Jorge Prado García | / Calvin Vlaanderen | Tom Vialle         |
| 8 settembre  | Turchia     | Afyonkarahisar      | Jorge Prado García | Jorge Prado García  | Jorge Prado García |
| 15 settembre | Cina        | Shanghai            | Jorge Prado García | Jorge Prado García  | Jorge Prado García |

### Classifiche finali

#### Piloti
| Pos. | Pilota              | Moto      | Punti |
| ---- | ------------------- | --------- | ----- |
| 1º   | Jorge Prado García  | KTM       | 837   |
| 2º   | Thomas Kjer Olsen   | Husqvarna | 624   |
| 3º   | Jago Geerts         | Yamaha    | 543   |
| 4º   | Tom Vialle          | KTM       | 537   |
| 5º   | Henry Jacobi        | Kawasaki  | 442   |
| 6º   | Adam Sterry         | Kawasaki  | 410   |
| 7º   | Maxime Renaux       | Yamaha    | 405   |
| 8º   | / Calvin Vlaanderen | Honda     | 399   |
| 9º   | Mathys Boisrame     | Honda     | 303   |
| 10º  | Ben Watson          | Yamaha    | 282   |

#### Costruttori
| Pos. | Costruttore | Punti |
| ---- | ----------- | ----- |
| 1º   | KTM         | 879   |
| 2º   | Husqvarna   | 674   |
| 3º   | Yamaha      | 665   |
| 4º   | Honda       | 608   |
| 5º   | Kawasaki    | 573   |